# Leptoiulus vagabundus
Leptoiulus vagabundus är en mångfotingart som först beskrevs av Robert Latzel 1884.  Leptoiulus vagabundus ingår i släktet Leptoiulus och familjen kejsardubbelfotingar.

## Underarter
Arten delas in i följande underarter:
- L. v. bakonyensis
- L. v. caorianus